# Jimbolia
Jimbolia (Hongaars: Zsombolya, Duits: Hatzfeld, Servisch: Жомбољ, Žombolj) is een stad (oraș) in het Roemeense district Timiș. De stad telt 10.497 inwoners (2022) en is daarmee de op drie na grootste plaats in het district.
Jimbolia is zowel voor het wegverkeer als voor het spoorwegverkeer van belang als grensplaats. Het stadje werd in 1333 voor het eerst genoemd als Chumbul. Het kwam tot ontwikkeling toen zich er in 1766 Duitse immigranten hadden gevestigd. In 1857 werd het aangesloten op het spoorwegnet. De plaats behoorde destijds tot Hongarije.
Aan het eind van de Eerste Wereldoorlog werd Jimbolia door Servië bezet. Het Verdrag van Trianon wees Jimbolia toe aan het Koninkrijk van Serviërs, Kroaten en Slovenen (het latere Joegoslavië), maar drie jaar later kwam het bij een gebiedsruil toch in Roemenië te liggen. De bevolking van Jimbolia bleef nog tot aan de Tweede Wereldoorlog overwegend Duits. Na de vlucht (1944) respectievelijk de deportatie (1945, 1951) en de emigratie (1989) van het grootste deel van de Duitse gemeenschap vormen de Hongaren er de belangrijkste minderheid, na de Roemenen.
Sinds 1950 heeft Jimbolia de status van stad.

## Bevolkingssamenstelling
| Historische bevolkingsontwikkeling |                  |          |          |          |
| jaar                               | bevolkingsaantal | Roemenen | Hongaren | Duitsers |
| 1880                               | 8.621            | 0,4 %    | 5,9 %    | 87,5 %   |
| 1890                               | 9.580            | 0,4 %    | 7,5 %    | 89,8 %   |
| 1900                               | 10.152           | 0,5 %    | 15,1 %   | 82,7 %   |
| 1910                               | 10.893           | 1 %      | 20,8 %   | 74,2 %   |
| 1930                               | 10.873           | 6,1 %    | 19,3 %   | 70,3 %   |
| 1941                               | 10.781           | 8 %      | 19,2 %   | 67,2 %   |
| 1956                               | 11.281           | 30,6 %   | 21,5 %   | 43,6 %   |
| 1966                               | 13.633           | 39 %     | 20,7 %   | 36,1 %   |
| 1977                               | 14.682           | 41,3 %   | 19,7 %   | 34,2 %   |
| 1992                               | 11.830           | 66,8 %   | 16,6 %   | 9,4 %    |
| 2002                               | 11.136           | 72,4 %   | 14,8 %   | 4,6 %    |
| 2011                               | 10.808           | 7.856    | 1.169    | 310      |